# 934 Thuringia
Thuringia (asteroide 934) é um asteroide da cintura principal com um diâmetro de 53,35 quilómetros, a 2,1509656 UA. Possui uma excentricidade de 0,2174453 e um período orbital de 1 664,46 dias (4,56 anos).
Thuringia tem uma velocidade orbital média de 17,96525447 km/s e uma inclinação de 14,06715º.
Esse asteroide foi descoberto em 15 de Agosto de 1920 por Walter Baade.